# Васільково
Васільково (пол. Wasilkowo) — село в Польщі, у гміні Гайнівка Гайнівського повіту Підляського воєводства.
Населення — 52 особи (2011).
У 1975-1998 роках село належало до Білостоцького воєводства.

## Демографія
Демографічна структура станом на 31 березня 2011 року:
|          | Загалом | Допрацездатний вік | Працездатний вік | Постпрацездатний вік |
| -------- | ------- | ------------------ | ---------------- | -------------------- |
| Чоловіки | 26      | 3                  | 15               | 8                    |
| Жінки    | 26      | 2                  | 8                | 16                   |
| Разом    | 52      | 5                  | 23               | 24                   |